# Bortkiszki II
Bortkiszki II (lit. Bartkiškė II) − dawna wieś na Litwie, w okręgu uciańskim, w rejonie jezioroskim, w gminie Turmont. 

## Historia
W czasach zaborów w granicach Imperium Rosyjskiego.
W dwudziestoleciu międzywojennym zaścianek a następnie kolonia leżała w Polsce, w województwie nowogródzkim (od 1926 w województwie wileńskim), w powiecie brasławskim, w gminie Smołwy.
W 1931 roku miejscowość została spisana jako zaścianek pod nazwą Bortkiszki Janowskie. Liczyła wówczas 18 mieszkańców i znajdowały się w niej 3 budynki mieszkalne. 
Wierni należeli do parafii rzymskokatolickiej w Smołwach. Miejscowość podlegała pod Sąd Grodzki w m. Turmont i Okręgowy w Wilnie; właściwy urząd pocztowy mieścił się w m. Turmont.
Wieś została zlikwidowana w 1986 roku.